# Synagoga w Bydgoszczy-Fordonie

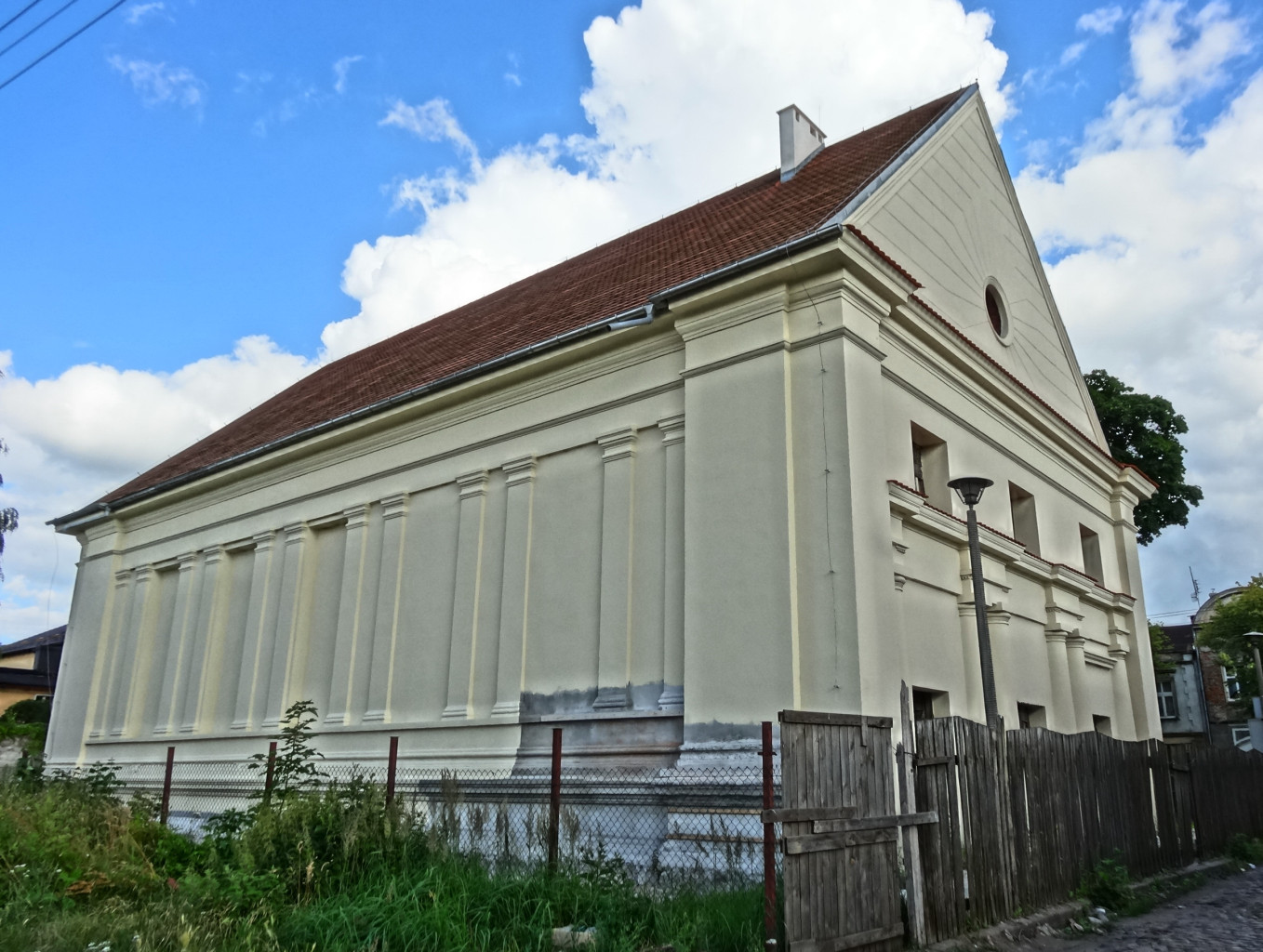
Widok od północnego zachodu

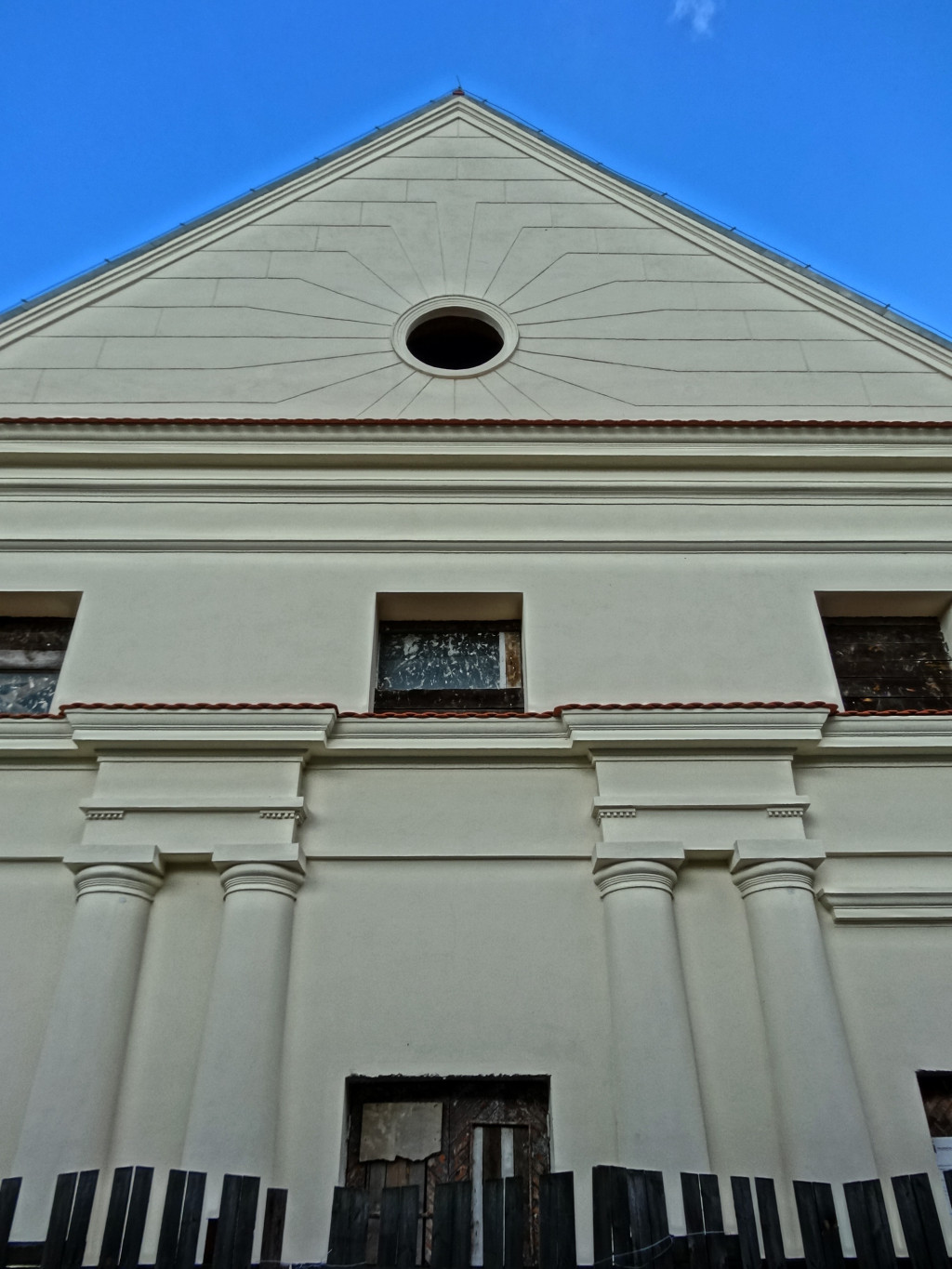
Szczyt zachodni

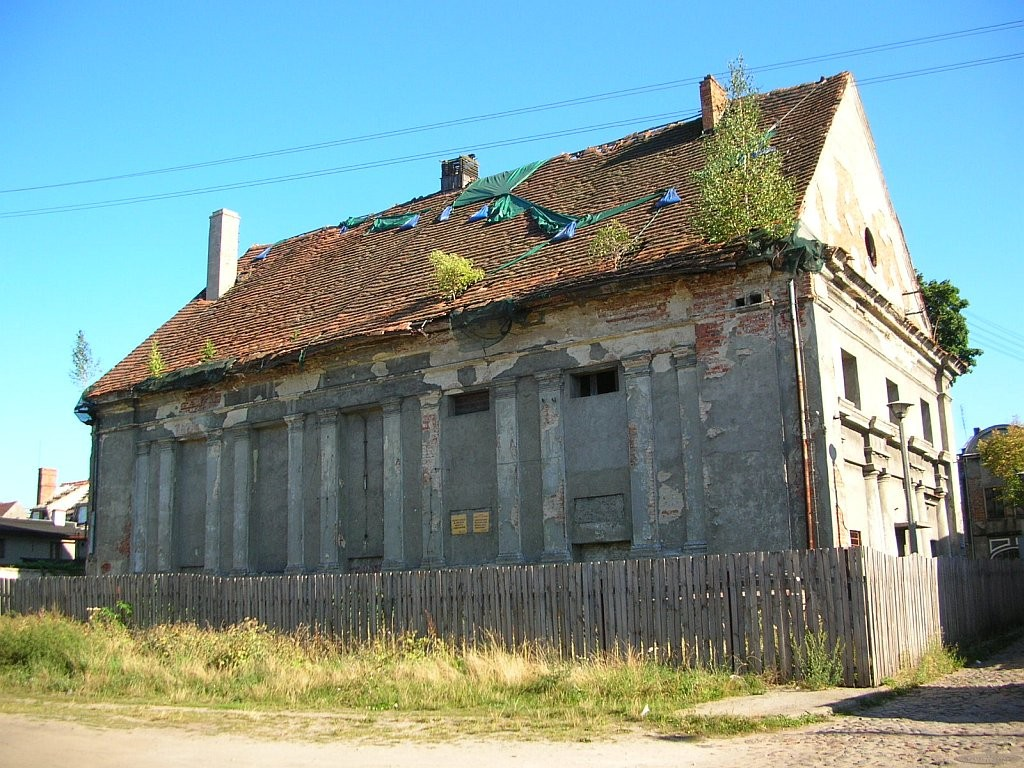
Widok w 2006 r. przed renowacją obiektu

Synagoga w Bydgoszczy-Fordonie – synagoga znajdująca się w Bydgoszczy, w dzielnicy Fordon.

## Dawne synagogi
Pierwsza wzmianki o Żydach w Fordonie pochodzą z końca XVI w. Na podstawie zachowanych wzmianek z innych obszarów Kujaw można sądzić, iż pojawili się tutaj wcześniej. We wsi szlacheckiej Miedzyń, położonej w pobliżu Fordonu w 1596 istniała synagoga. Przypuszcza się, iż w Fordonie dość szybko wzniesiono synagogę, lecz zapewne wraz z całym miastem spłonęła w 1617.
Pierwsza wiadomość o bóżnicy w Fordonie pochodzi z 1649. Znajdowała się ona w pierzei ówczesnego rynku, lecz miała być przeniesiona na inne miejsce. Prawdopodobnie była drewniana i uległa spaleniu wiosną 1656 wraz z całym miastem. Pusty plac po synagodze władze miejskie zamieniły na inny, a ten został sprzedany w 1660. Nową drewnianą bóżnicę wzniesiono w środku miasta. Być może istniała już w 1660 lub też była w budowie. Wzmiankowano ją w latach 1666, 1699, 1702, 1712, 1726, 1734.
W 1761 biskup kujawski Antoni Sebastian Dembowski zezwolił na wybudowanie nowej synagogi w miejscu starej. Miała mieć wymiary 15,24 x 8,8 x 4,10 m. W tym roku Żydzi rozpoczęli prace przy fundamentach, jednak bez zgody władz powiększyli wymiary budowli do 17,43 z 12 m i jednocześnie zagarnęli kilkanaście łokci z gruntu miejskiego. Nie wiadomo kiedy została wzniesiona, w 1781 jawi się już jako wykończona.
Z powodu braku źródeł trudno dokładnie odtworzyć wygląd obiektu, jednak na podstawie nikłych przekazów i analogicznych budowli z terenu Kujaw można nakreślić jej przypuszczany obraz. Bóżnicę wzniesiono w układzie wzdłużnym, na kamiennej podmurówce. Partię wschodnią zajmowała sala główna na planie kwadratu, do której od zachodu przylegał (nie wyodrębniony w bryle) przedsionek z babińcem na piętrze (dostępnym zewnętrzną klatka schodową). Na podstawie źródeł pisanych można przypuszczać, iż bóżnica była wzniesiona z drewna w konstrukcji zrębowej, z drewnianym dachem. Ściany były gacone, a we wnętrzu obłożone warstwą gliny na trzcinowym ruszcie. Synagoga ta uległa spaleniu podczas pożaru miasta, który miał miejsce po 1820, a przed 1825. Po tym pożarze zbudowano obecnie zachowaną synagogę.

## Obecna synagoga
Przeprowadzone niedawno badania dendrochronologiczne elementów więźby dachowej wykazują, iż dach obecnej synagogi został wykonany w 1827/1828. Zachowane ślady wskazują na jednorazowe powiązanie dachu z murami, a co za tym idzie moment rozpoczęcia wznoszenia murowanej bóżnicy z kamienia i cegły miał miejsce krótko przed tymi laty. Wymiary fundamentów synagogi wynoszą 27 x 15,5 m. Obiekt wzniesiono kosztem 10 tys. talarów. Projekt i budowniczy są nieznani, zaś fundatorem była gmina żydowska licząca wówczas 1400 osób. Bóżnicę zaplanowano dla 500 mężczyzn, 250 kobiet i 20 miejsc dla gości.
Wyobrażenie o pierwotnym wyglądzie daje ikonografia okresu międzywojennego. Budynek utrzymano w manierze klasycystycznej. Posiadała prostopadłościenny korpus, kryty dwuspadowym dachem, tworzący zwartą bryłę o układzie wzdłużnym, na osi wschód - zachód. Nad fundamentem biegł wysoki cokół z bogato profilowanym gzymsem. Narożniki korpusu zdobiły szerokie półfilary i wydatny gzyms koronujący. Fasada znajdowała się po stronie zachodniej. Dolnej kondygnacji fasady nadano formę wgłębionego pseudo portyku kolumnowego, z trzema otworami drzwiowymi pod belkowaniem. Otwory drzwiowe zdobiły po dwie półkolumny w typie toskańskim. Wyżej, portalom odpowiadały półkoliste, uskokowe wnęki, stanowiące oprawę półkolistych okien. Całość tworzyła czytelną parafrazę schematu łuku triumfalnego. Pozostałe elewacje zawierały wysokie prostokątne okna zawarte między parami pilastrów. 12 wyeksponowanych wielkością, jednakowych i rytmicznie rozmieszczonych otworów okiennych (po 5 na dłuższych ścianach i 2 na bocznej), przywołujących Dwanaście Plemion Izraela, którym dedykowano 12 bram Jerozolimy.
Do wnętrza od fasady prowadziły trzy wejścia. Wejście środkowe (przeznaczone tylko dla mężczyzn) wiodło do przedsionka, a stamtąd do sieni (tzw. pulisz) otwartej na salę główną. Od strony północnej i południowej znajdowały się pomieszczenia: szatnia oraz izby starszych gminy, a zarazem skarbca synagogi.
Sala modlitw zajmowała 2/3 całego wnętrza. Założono ją na rzucie zbliżonym do kwadratu i podzielono (równolegle do osi podłużnej) dwoma rzędami słupów podciągu belek wiązarowych, nadając wnętrzu charakter pseudo trójnawowy: środkową szerszą i dwie boczne węższe Środek sali zajmowała mównica – bima (nie zachowana). Do sali przylegała na całej szerokości dwukondygnacyjna partia, mieszcząca na piętrze babiniec.
Drzwiami bocznymi z elewacji frontowej (przeznaczonymi dla kobiet) wchodziło się do klatek schodowych prowadzących do przedsionka na piętrze, skomunikowanego z babińcem półkoliście zamkniętym wejściem. Przestrzeń babińca oddzielała od sali głównej drewniana konstrukcja słupkowa (związana z podciągami belek wiązarowych), z wysokim drewnianym parapetem. Babiniec (nad pulisz) powiększały empory biegnące wzdłuż północnej i południowej ściany modlitw. Drewnianą konstrukcję tych empor osadzono na murowanych filarach oraz przyściennych podciągach, obmurowanych w czasie dwudziestowiecznej przebudowy. Na sześciu  filarach stały drewniane słupy podciągów płaskiego, drewnianego stropu sali modlitw.
Wszystkie pomieszczenia kryły otynkowane stropy. W sali modlitw strop z deskowym pułapem dolnym, w pozostałych wnętrzach z deskowanym pułapem górnym. 8 z 12 dużych okien wiązało się z salą modlitw. Pozostałe (po 2 z każdej strony) – z partią zachodnią (szatnią i izbę starszych oraz babińcem nad pulisz). Ponadto 3 niewielkie, półkoliste okna w fasadzie oświetlały przedsionek babińca, a jedno półkoliste było zintegrowane ze zwieńczeniem Aron ha-Kodesz.

## Aron ha-Kodesz
W 1832 wykonał Samuel Goldbaum, starający się o możliwość osiedlenia w Bydgoszczy. Oprócz Aron ha-Kodesz dla synagogi w Fordonie miał wykonać podobny dla synagogi w Kępnie, lecz tam znamy zupełnie innych wykonawców. Goldbaumowi przypisuje się Aron ha-Kodesz synagogi w Tylży i być może uzyskał zlecenie na wykonanie dla synagogi w Bydgoszczy. , który został wykonany w 1832 przez Samuela Goldbluma. Nie zachowała się jego dokumentacja.
Aron ha-Kodesz z Fordonu, podobnie jak inne jego dzieła, nie przetrwało ani też nie pozostała dokumentacja ikonograficzna. Obecnie pozostała jedynie wnęka w ścianie poprzedzona ceglanymi stopniami, sięgającymi na wysokość 1 m od posadzki. Miejsce przeznaczenia Aron ha-Kodesz wskazuje na duże rozmiary. Była precyzyjnie dostosowana do wysokości sali głównej i kompozycyjnie zestrojona ze strukturą architektoniczną ściany. Zajmowała całą płaszczyznę ściany wschodniej między parą dużych okien, zwieńczenie tworzyło dekoracyjną oprawę półkolistego okna w górnej partii ściany. Szczegóły kompozycji Aron ha-Kodesz z synagogi fordońskiej nie są znane. Z dawnej literatury wiadomo, że od zewnątrz na skrzydłach drzwi przedstawiono instrumenty muzyczne. Na wewnętrznej powierzchni skrzydeł znajdowały się wyobrażenia menory, rogu (szofar) wiązki palm (lulaw), laski Aarona, stołu z chlebami pokładnymi, jabłka granatu. Społeczność żydowska jeszcze na początku XX w. uznawała Aron ha-Kodesz za prawdziwe arcydzieło.

## Pozostałe wyposażenie
Pozostałe wyposażenie znamy jedynie z dawnych opisów. Rzeźbiony fotel rabina – dzieło Samuela Goldbauma. Stół do obrzezania z około 1840 wykładany adamaszkiem, z haftowanymi napisami hebrajskimi. Inwentarz z 1870 wymienia świecznik i lampę wieczną (Ner tamid) wartości 200 talarów.

## Budynek synagogi po II wojnie światowej
Obecny wygląd bóżnicy jest wynikiem adaptacji przeprowadzonych w czasie II wojny światowej i po wojnie.
W czasie okupacji hitlerowskiej w synagodze był magazyn, a około 1942 prowizorycznie zaadaptowano na potrzeby kina. Salę modlitw przekształcono na salę widowiskową, a zbędne otwory okienne zabito deskami. W 1950 przeprowadzono prace remontowo-budowlane, zmieniając wygląd i strukturę synagogi. Całkowicie przeobrażono wówczas układ przestrzenny wnętrza, zamurowano niemal wszystkie z kilkunastu okien i jedno z wejść frontowych, przepruto trzy nowe otwory drzwi zewnętrznych, a do elewacji wschodniej dobudowano przybudówkę z kotłownią. Wewnątrz zlikwidowano empory, podzielono jednorodnie wnętrze synagogi na przedsionek, sanitariaty, na piętrze urządzono salę projekcyjną. Kino otrzymało nazwę „Robotnik”, a w latach 70. XX w. zmieniono na „Wisła”. Funkcję kina pełniło do 1988.
Towarzystwo Przyjaciół Fordonu z Radą Osiedla Fordonu wystąpiło w 1992 o adaptację synagogi na cele kulturalne dla miasta. Projekty wykonała Autorska Pracownia Projektowania Architektonicznego Krzysztofa Kempy, częściowo nawiązujące do dawnego charakteru budynku i jego przeznaczenia. Projekt przewidywał powrót empor, odsłonięcie zamurowanych okien bocznych, przywrócenie elewacji frontowej do pierwotnego wyglądu. W części podziemnej przewidywano szatnię, sanitariaty i część gastronomiczną.
Pierwsze prace porządkowe w synagodze i wokół niej przeprowadziła młodzież z „Pokolenia” i „Grupy Czyczkow”. W latach 1991–1993 organizowano różne imprezy: koncerty muzyki żydowskiej, koncerty poezji śpiewanej, imprezy słowno-muzyczne, występy chórów szkolnych, szkolnych teatrów amatorskich, imprezy w ramach Bydgoskiego Miesięcznika Kulturalnego. Spory związane z ustaleniem praw własności wstrzymały wszelkie inicjatywy. Chylący się ku upadkowi budynek na początku 2005 Fundacja Ochrony Dziedzictwa Kultury Żydowskiej nieodpłatnie przekazała bydgoskiej Fundacji Kultury „Yakiza”, która uratowała budynek przed ruiną. W 2013 właścicielem synagogi została Fundacja dla Uniwersytetu Kazimierza Wielkiego.
W 2018 synagoga w Fordonie została ujęta w Gminnym Programie Rewitalizacji. Przewiduje się utworzenie w niej centrum kulturalno-społecznego dla mieszkańców Starego Fordonu. Kompleksowa rewitalizacja budynku ma objąć remont wnętrza budynku, odnowienie okien, zakup wyposażenia i aranżację otoczenia budynku.
W 2020, w związku z nierozliczeniem grantu, urząd skarbowy zajął i wystawił budynek na licytację.